# زبیده جهانگیری
زبیده جهانگیری (زاده ۱۳۲۰ – درگذشته ۲۹ تیر ۱۳۹۸) با نام هنری و تخلص شعری شبنم، شاعر، هنرپیشه، نویسنده و ویراستار ایرانی بود.

## زندگی
زبیده جهانگیری در جلیل‌آباد (خیابان خیام کنونی) تهران در خانواده‌ای از ایل بختیاری و مالکان روستاهای فریدن اصفهان چشم به جهان گشود. در خردسالی، مادرش به صورتی اتفاقی با قمرالملوک وزیری آشنا شد. دوستی آن دو چنان گرم شد که قمر برای زبیده، مانند مادرخوانده بود و زبیده، قمر را «مامان قمر» صدا می‌زد.

## زندگی حرفه‌ای

### موسیقی
به توصیه قمرالملوک، زبیده به هنرستان عالی موسیقی رفت و هنرجوی ویولن شد. در همان آغاز، استادان هنرستان به قابلیت صدا و استعداد او در خوانندگی پی بردند و تصمیم گرفتند که روی خوانندگی او تمرکز کنند؛ بنابراین به جای ویلون، به او پیانو آموختند و برای خوانندگی اپرا تربیت کردند. اما او به این دو، علاقه نداشت. با پافشاری زبیده، خانواده‌اش او را به هنرستان موسیقی ملی فرستادند تا نزد محمود ذوالفنون آموزش ویلون ببیند.
اما در هنرستان ملی موسیقی هم استعداد خوانندگی اش کشف شد و او را علاوه بر آموختن ویلون، نزد غلامحسین بنان فرستادند تا خوانندگی بیاموزد. او در دوران تحصیل در هنرستان ملی موسیقی، رابط میان قمرالملوک و دیگر هنرمندان شد که با مامان قمر پیوندی دیرین داشتند و احیاناً فرصتی برای دیدار با او به دست نمی‌آوردند. از جمله این افراد ابوالحسن صبا و حسین تهرانی بودند.

### شعر
استعداد شاعری زبیده جهانگیری هم در همان آغاز تحصیل در هنرستان کشف شد. در سیزده سالگی، فریدون مشیری یک دوبیتی از او در مجله روشنفکر چاپ کرد و سپس اشعار او در دیگر مجلات هم به چاپ رسید: همان زمان، ایرج پزشک‌زاد، از یکی از شعرهای از زبیده جهانگیری برای دستمایه نمایشنامه‌ای طنز استفاده کرد که در مجله فردوسی چاپ شد. در مدت کوتاهی، شعرهای زبیده جهانگیری در مطبوعات زیادی چاپ شدند.

### روزنامه‌نگاری
زبیده جهانگیری در جوانی همکاری با مجلهٔ خواندنیها به صاحب امتیازی و سردبیری علی‌اصغر امیرانی را از پانزده سالگی با فرستادن شعر و نوشته آغاز کرده بود. زبیده از هجده سالگی، در کنار نویسندگانی چون خسرو شاهانی و ذبیح‌الله منصوری، محمدابراهیم باستانی پاریزی، محمود طلوعی و دیگران، کار می‌کرد. جهانگیری از انگشت شمار نویسندگان خواندنیها است که تا واپسین شمارهٔ مجله در مرداد ۱۳۵۸ که ناگزیر از عدم همکاری با آن و تعطیلی مجله شد در آن به کار اشتغال داشت. پس از تعطیلی خواندنیها، به ویراستاری پرداخت.

### هنرپیشگی
جهانگیری در جوانی مدتی به بازیگری در سینما و تئاتر مشغول بود. او از چهارده سالگی به بازیگری تئاتر پرداخت. چون نسبت به همسالانش جثه درشت تری داشت، نقش‌های مربوط به سنین بالاتر را هم می‌توانست بازی کند. او به سرعت بازیگری حرفه ای شد و تئاتر پارس با او قرارداد همکاری چند ساله بست. اما بازیگری او را از موسیقی بازداشت. این باعث گلایه حسن بنان، روح‌الله خالقی و محمد میرنقیبی و دور شدن او از درس و مدرسه شد؛ بنابراین هنرستان را ترک کرد."
و به همین سبب پس از آغاز به کار سازمان رادیو تلویزیون ملی ایران در سال ۱۳۳۷، او به عنوان نخستین زن بازیگر تلویزیون به همراه چند هنرمند دیگر، به اجرای تئاتر در تلویزیون پرداخت. نخستین نمایشی که او در آن بازی کرد نمایش «هزار و یک شب» بود که در آن با محسن فرید همبازی شد. بعدها هنرمندان دیگری، مانند ایرج ناظریان، عزت‌الله مقبلی، سروش خلیلی، فرخ‌لقا هوشمند و چندتن دیگر از جمله محبوبه مقبلی (همسر عزت‌الله مقبلی) به این گروه پیوستند این برنامه از شبکه تلویزیونی خصوصی به نام «تلویزیون ایران» پخش می‌شد که در آغاز، امواج آن، تنها، در تهران، قم، کرج و شهرهای تهران دریافت می‌شد. همکاری او با تلویزیون، شش سال ادامه یافت.
در نخستین حضور سینمایی خود در سال ۱۳۳۹ در فیلم «زن دشمن خطرناکیست» به کارگردانی رضا کریمی نقشی کوتاه و «افتخاری» بازی کرد. سپس در پنج فیلم دیگر بازی کرد. اما بازیگری سینما را هم یکی دو سال پس از قطع همکاری با تلویزیون کنار گذاشت.

### نویسندگی
با اینکه زبیده جهانگیری، حافظه شگفت‌انگیزی داشت اما بیشتر خاطرات خود را ننوشت. با این حال، از کتاب‌های او می‌توان به کتاب قمری که خورشید شد اشاره کرد که حاصل خاطرات و پژوهش‌های جهانگیری دربارهٔ زندگی و احوال قمرالملوک وزیری است. همچنین او تاریخچهٔ همکاری خود با خواندنیها و نویسندگان آن را در کتاب امیرانی در آیینهٔ تاریخ نوشته‌است.
او ۲۳ تابلو از آثار همسرش محمد قاضی اسداللهی را به عنوان هدیه به مردم ایران، به کاخ‌موزه سعدآباد سپرد. همچنین در سال ۱۳۹۳ کتابخانهٔ نفیس خود را به بنیاد دایرةالمعارف اسلامی اهدا کرد.

## زندگی شخصی
زبیده جهانگیری، دو بار ازدواج کرد. همسر نخست او اکبر مشکین هنرپیشه سینما و همسر دوم او محمد قاضی اسداللهی نقاش و مجسمه‌ساز بود.

## اواخر زندگی
زبیده جهانگیری در اواخر زندگی خود در فضای مجازی و شبکه‌های اجتماعی فعال شد و دوستان بسیاری یافت. او زبان عربی می‌دانست و حتی این زبان را به گویش مصری هم حرف می‌زد و می‌نوشت. بیشتر نوشته‌های عربی زییده در فضای مجازی، اظهارنظر دربارهٔ اوضاع جهان عرب و دفاع از فلسطینیان بودند.

## درگذشت
زبیده جهانگیری در روز شنبه ۲۹ تیر ۱۳۹۸ چشم از جهان فروبست.

## فیلم‌شناسی
- زن دشمن خطرناکیست به کارگردانی رضا کریمی، عزیزالله بهادری، قلی صفاپور، ۱۳۳۹.
- مکر ابلیس به کارگردانی گرجی عبادیا و ابوالقاسم جنتی عطایی، اطلس فیلم. ۱۳۴۰.
- مرد میدان به کارگردانی سردار ساگر، ۱۳۴۲
- ستاره‌ای چشمک زد به کارگردانی محسن بدیع، استودیو بدیع. ۱۳۴۰ و ۴۱.
- گردن کلفت به کارگردانی سعید کامیار، ۱۳۴۴.
- مرد سرگردان. ژوزف واعظیان. ۱۳۴۵.

## کتاب

### پژوهش و خاطرات
- امیرانی در آیینهٔ خواندنیها. نگارستان کتاب.[۱]۱۳۸۶
- قمری که خورشید شد، شرکت کتاب، لس‌آنجلس،[۱]۱۳۹۴
- در محضر جناب ایرج پزشکزاد، دفتر هنر، اسفند[۱]۱۳۹۳

### شعر
- پرواز را فریاد کن، زرین و نگارستان کتاب، ۱۳۸۲
- آسمان باران گریست و فاجعهٔ روز آخر، ارمغان، ۱۳۸۸

### ویرایش یا مقدمه
- خسروپرویز و جنگهای ۲۷ سالهٔ ایران و روم نوشتهٔ بهرام داهیم، گلریز، ۱۳۷۲
- شهید عشق الهی رابعه عدویه نوشتهٔ عبدالرحمن بدوی ترجمهٔ محمد تحریرچی، مولی، ۱۳۶۷
- عرفان داروی دردهای بی درمان نوشتهٔ وین دایر ترجمهٔ محمد حسن نعیمی، کتاب آیین، ۱۳۸۴
- نهج البلاغه ترجمهٔ نبی الدین اولیایی، زرین، ۱۳۶۷
- سفر به قطب شمال (به انضمام دو کتاب دیگر) نوشتهٔ روژه روسل، ترجمهٔ ذبیح‌الله منصوری
- محمد، پیغمبری که از نو باید شناخت نوشتهٔ کنستانتین ویرژیل گئورگیو، ترجمهٔ ذبیح‌الله منصوری